# Grzegorz z Durrësu
Grzegorz z Durrësu (alb. Gregori i Durrësit, gr. Γρηγόριος ο Δυρραχίου, łac. Gregorius Dyrrhachii), znany też jako Grzegorz z Moskopola (alb. Gregori i Voskopojës), Grzegorz Konstantinidhi lub Grzegorz Drukarz (ur. pod koniec XVII wieku, zm. przed majem 1772  prawdopodobnie w Shijonie) – albański drukarz, nauczyciel, typograf, prawosławny mnich i duchowny, twórca alfabetu elbasańskiego. Uważany za jednego z najbardziej wykształconych ówczesnych mieszkańców terenów południowej Albanii.

## Życiorys
Uczeń Ioannisa Chalkeusa, greckiego filozofa pochodzenia arumuńskiego. W latach 20. XVIII wieku spotkał się w Beracie z serbskim iluminatem Parthenem Pavloviciem.
Grzegorz spędził 15 lat w Elbasanie, następnie pracował jako nauczyciel w Beracie. Przybył do miasta Moskopole najpóźniej w 1730 roku, gdzie założył drukarnię. Przed 1731 rokiem został mnichem oraz nauczył się drukarstwa; nie ma potwierdzonych informacji, gdzie Grzegorz odbył szkolenie drukarskie, chociaż wspomina się, że odbył je w Wenecji, a jego instruktorem był Nikolaos Glykys . Sprzęt drukarski w zakładzie Grzegorza został sprowadzony z Wenecji, co najmniej 14 wydrukowanych publikacji było poświęconych świętym prawosławnym. Potwierdzone jest 20 publikacji z lat 1731–1760, które wydrukowano w Moskopolu. Według wielu historyków, wydrukowano w Moskopolu również publikację wydaną w roku 1769; nie zawarto w niej jednak informacji o miejscu wydania. Sam Grzegorz nadzorował pracę w drukarni prawdopodobnie do 1744 roku; w późniejszych latach jego nazwisko nie pojawiało się na publikacjach wydrukowanych w Moskopolu.
W 1744 roku został wybrany asystentem rektora Greckiej Akademii w Moskopolu. Miał w 1746 roku miał zamieszkać w Kościele św. Jana Włodzimierza w Shijonie, co nie zostało potwierdzone. Od 1748 do prawdopodobnie 1761 roku i ponownie od 1768 do swojej śmierci w 1772 roku był arcybiskupem eparchii w Durrësie. Siedziba eparchii nie znajdowała się jednak w mieście Durrës, a w Shijonie. Następcą Grzegorza został duchowny o nazwisku Krisanthi. Grzegorz przekazał posiadane przez niego książki lokalnej bibliotece, która w 1769 roku uległa zniszczeniu wskutek splądrowania Moskopola przez wojska osmańskie.

## Prace
W 1741 roku opublikował swoją pierwszą pracę, była ona poświęcona życiu Świętego Nikodema.
Opisał czasy, w których żył; notatki z tą treścią zostały wydane w 1768 roku w Halle. Wiele jego nieopublikowanych prac aktualnie znajduje się w Kościele św. Jana Włodzimierza w Shijonie.

### Elbasański rękopis Ewangelii
Sporządził datowaną na 1761 rok Ewangelię napisaną w pismie elbasańskim, albańska nazwa dzieła to Anonimi i Elbasanit. Jest ona jest jednym z najstarszych znanych dzieł albańskiej literatury prawosławnej oraz jednocześnie najstarszym znanym prawosławnym przekładem Biblii na język albański i jedynym dokumentem zapisanym w alfabecie elbasańskim. Dokument był również uważany za zaginiony.
W XX wieku rękopis został nabyty przez Lefa Nosiego; nie jest pewne, czy zrobił to przed, czy w trakcie II wojny światowej. Po aresztowaniu i straceniu Nosiego, rękopis trafił do naukowca Dhimitëra Shuteriqiego, który w 1949 roku ogłosił odkrycie tego dzieła. Według Shuteriqiego, autorem pracy nie był Grzegorz z Durrësu, a żyjący w XVII wieku inny prawosławny duchowny Theodoros Bogomilos, używający pseudonimu Papa Totasi.
Albański historyk Injac Zamputi przepisał całą treść rękopisu oraz ją opublikował. Oryginał znajduje się w archiwum w Tiranie.